# 3903-as busz
A 3903-as jelzésű autóbuszvonal egy Sátoraljaújhely és Pusztafalu között közlekedő helyközi járat, amelyet a Volánbusz Zrt. üzemeltet Pálháza, Nyíri és Hollóháza (és a többi környékbeli falu) érintésével.

## Útvonala
Sátoraljaújhely vasútállomásáról indul. Egy munkanapi párnak az innen 2,2 kilométerre található Prec-Cast cégnél van a végállomása. Északnyugati irányban szeli át a várost, egy munkanapi járat Rudabányácska egykori községbe is kitér. Széphalmon keresztül éri el az alsóregmeci elágazást. Munkanapokon 2; vasárnap 1 indítás tesz kitérést Alsó- és Felsőregmecre. Első település Mikóháza, majd ismét kitérés van Vilyvitány nevezetű zsákfaluba. Magyarország legkisebb városa, Pálháza előtt Kovácsvágást és Vágáshutát is érinti pár alkalommal. A kevesebb, mint 1000 lelkes "törpevárosból" Füzérradvány is elérhető, ezt követően Kishutát és Nagyhutát is kiszolgálja a vonal. Kisbózsva szinte minden alkalommal érintett, közvetlen Bózsva előtt. A Hegyköz szívében következik Nyíri és a szomszédos Füzérkomlós. Hollóházai betérés után tanítási napokon egyszer Füzéren robog át, majd Pusztafalun található a vonal végállomása.
Ellentétes irányban legközelebb Hollóházáról van indítása.

## Közlekedése
Indításszáma alacsony, viszont a vonal is szerepet játszik a zempléni falvak ritka, de létező tömegközlekedésében. A sátoraljaújhelyi vasútállomáson minden alkalommal vasúti kapcsolatot nyújt Budapestről.
| Útvonal                                                            | Indításszáma | Közlekedése          |
| ------------------------------------------------------------------ | ------------ | -------------------- |
| Sátoraljaújhely, Prec-Cast ➝ Vágáshuta, aut. ford.                 | 1 oda        | munkanapokon         |
| Sátoraljaújhely, vá. ➝ Hollóháza, isk.                             | 1 oda        | munkaszüneti napokon |
| Sátoraljaújhely, vá. ➝ Pusztafalu, v.bolt                          | 1 oda        | tanítási napokon     |
| Pálháza, aut. vt. ➝ Pusztafalu, v.bolt                             | 1 oda        | munkanapokon         |
| Hollóháza, Szent László u. aut. ford. ➝ Sátoraljaújhely, Prec-Cast | 1 oda        | munkanapokon         |
| Nagyhuta, aut. ford. ➝ Sátoraljaújhely, vá.                        | 1 oda        | munkaszüneti napokon |

## Megállóhelyei
| 0                                                              | Sátoraljaújhely, Prec-Cast végállomás                         | 0.0 km  | 3900, 3901, 3907, 3919, 3920, 3923, 3925, 3929                                                                                                 |
| 1                                                              | Sátoraljaújhely, Ipartelep út                                 | 0.2 km  | 3900, 3901, 3907, 3919, 3920, 3923, 3925, 3929                                                                                                 |
| 2                                                              | Sátoraljaújhely, vasútállomás vonalközi végállomás            | 2.2 km  | 1449 3729, 3870, 3900, 3901, 3907, 3919, 3920, 3923, 3925, 3929, 3930 Füzér InterCity, Zemplén InterCity, személyvonat – Sátoraljaújhely [80.] |
| 3                                                              | Sátoraljaújhely, Kossuth utca 33.                             | 2.7 km  | 1449 3870, 3871, 3900, 3901, 3907, 3909, 3919, 3920, 3923, 3924, 3925, 3929, 3930                                                              |
| 4                                                              | Sátoraljaújhely, Hősök tere                                   | 3.1 km  | 1449 3870, 3871, 3900, 3901, 3907, 3909, 3919, 3920, 3923, 3924, 3925, 3929, 3930                                                              |
| 5                                                              | Sátoraljaújhely, Vasvári Pál utca                             | 3.7 km  | 1449 3870, 3871, 3900, 3901, 3907, 3929, 3930                                                                                                  |
| 6                                                              | Sátoraljaújhely, közgazdasági iskola                          | 4.4 km  | 1449 3870, 3871, 3900, 3901, 3907, 3929, 3930                                                                                                  |
| 7                                                              | Sátoraljaújhely, Kazinczy utca 70.                            | 4.8 km  | 1449 3870, 3871, 3900, 3901, 3907, 3929, 3930                                                                                                  |
| 8                                                              | Sátoraljaújhely, Kazinczy utca 138.                           | 5.7 km  | 1449 3870, 3871, 3900, 3901, 3907, 3929, 3930                                                                                                  |
| 9                                                              | Sátoraljaújhely, torzsás                                      | 6.1 km  | 1449 3870, 3871, 3900, 3901, 3907, 3929, 3930                                                                                                  |
| Munkanapokon 1 indítás érinti.                                 |                                                               |         | |
| ∫                                                              | Rudabányácska, Fő utca                                        | ∫       | 3907, 3909 |
| 9                                                              | Sátoraljaújhely, torzsás                                      | 6.1 km  | 1449 3870, 3871, 3900, 3901, 3907, 3929, 3930                                                                                                  |
| 10                                                             | Sátoraljaújhely, Tesco                                        | 6.4 km  | 3870, 3871, 3900, 3901, 3907, 3929, 3930 |
| 11                                                             | Sátoraljaújhely, Mezőgép Vállalat                             | 8.2 km  | 3870, 3871, 3900, 3901, 3907, 3929, 3930 |
| 12                                                             | Széphalom, autóbusz-váróterem                                 | 9.0 km  | 3870, 3871, 3900, 3901, 3907, 3929, 3930 |
| 13                                                             | Alsóregmeci elágazás                                          | 11.6 km | 3870, 3871, 3900, 3901, 3929, 3930 |
| Munkanapokon 2; munkaszüneti napokon 1 indítás érinti.         |                                                               |         | |
| ∫                                                              | Alsóregmec, Szabadság utca                                    | ∫       | 3870, 3900, 3901, 3929 |
| ∫                                                              | Felsőregmec, iskola                                           | ∫       | 3870, 3900, 3901, 3929 |
| ∫                                                              | Alsóregmec, Szabadság utca                                    | ∫       | 3870, 3900, 3901, 3929 |
| 14                                                             | Mikóháza, temető                                              | 13.1 km | 3870, 3871, 3900, 3901, 3929, 3930 |
| 15                                                             | Mikóháza, vegyesbolt                                          | 13.8 km | 3870, 3871, 3900, 3901, 3929, 3930 |
| 16                                                             | Vilyvitányi elágazás                                          | 15.1 km | 3870, 3871, 3900, 3901, 3929, 3930 |
| Munkanapokon 1; munkaszüneti napokon 1 indítás érinti.         |                                                               |         | |
| ∫                                                              | Vilyvitány, temető                                            | ∫       | 3900, 3901, 3929 |
| ∫                                                              | Vilyvitány, tűzoltószertár                                    | ∫       | 3900, 3901, 3929 |
| ∫                                                              | Vilyvitány, forduló                                           | ∫       | 3900, 3901, 3929 |
| ∫                                                              | Vilyvitány, tűzoltószertár                                    | ∫       | 3900, 3901, 3929 |
| ∫                                                              | Vilyvitány, temető                                            | ∫       | 3900, 3901, 3929 |
| 16                                                             | Vilyvitányi elágazás                                          | 15.1 km | 3870, 3871, 3900, 3901, 3929, 3930 |
| 17                                                             | Vilyipuszta bejárati út                                       | 16.8 km | 3870, 3871, 3900, 3901, 3929, 3930 |
| 18                                                             | Füzérradvány, kastélykerti elágazás                           | 18.0 km | 3870, 3871, 3900, 3901, 3929, 3930 |
| 19                                                             | Kovácsvágási elágazás                                         | 19.2 km | 3870, 3871, 3900, 3901, 3929, 3930 |
| Munkanapokon 1; munkaszüneti napokon 1 indítás érinti.         |                                                               |         | |
| ∫                                                              | Kovácsvágás, Fő út 19.                                        | ∫       | 3900, 3901, 3929 |
| ∫                                                              | Kovácsvágás, községháza                                       | ∫       | 3900, 3901, 3929 |
| ∫                                                              | Vágáshuta, autóbusz-forduló vonalközi végállomás              | ∫       | 3900, 3901, 3929 |
| ∫                                                              | Kovácsvágás, községháza                                       | ∫       | 3900, 3901, 3929 |
| ∫                                                              | Kovácsvágás, Fő út 19.                                        | ∫       | 3900, 3901, 3929 |
| 19                                                             | Kovácsvágási elágazás                                         | 19.2 km | 3870, 3871, 3900, 3901, 3929, 3930 |
| Tanítási napokon 1 indítás érinti.                             |                                                               |         | |
| ∫                                                              | Pálháza, iskola                                               | ∫       | 3900, 3901 |
| ∫                                                              | Pálháza, forduló                                              | ∫       | 3900, 3901 |
| ∫                                                              | Pálháza, iskola                                               | ∫       | 3900, 3901 |
| 20                                                             | Pálháza, autóbusz-váróterem vonalközi végállomás              | 20.0 km | 3870, 3871, 3900, 3901, 3929, 3930 |
| Tanítási napokon 1; munkaszüneti napokon 1 indítás nem érinti. |                                                               |         | |
| 21                                                             | Füzérradvány, Kossuth utca                                    | 21.9 km | 3870, 3900, 3901, 3929 |
| 22                                                             | Pálháza, autóbusz-váróterem vonalközi végállomás              | 23.8 km | 3870, 3871, 3900, 3901, 3929, 3930 |
| 23                                                             | Pálháza, ipartelep bejárati út                                | 24.7 km | 3900, 3901, 3929, 3930 |
| Munkaszüneti napokon 1 indítás érinti.                         |                                                               |         | |
| ∫                                                              | Kishuta, kőkapui elágazás                                     | ∫       | 3900, 3901 |
| ∫                                                              | Kishuta, vegyesbolt                                           | ∫       | 3900, 3901 |
| ∫                                                              | Nagyhuta, autóbusz-forduló vonalközi végállomás               | ∫       | 3900, 3901 |
| ∫                                                              | Kishuta, vegyesbolt                                           | ∫       | 3900, 3901 |
| ∫                                                              | Kishuta, kőkapui elágazás                                     | ∫       | 3900, 3901 |
| 23                                                             | Pálháza, ipartelep bejárati út                                | 24.7 km | 3900, 3901, 3929, 3930 |
| 24                                                             | Bózsvai elágazás                                              | 26.0 km | 3901, 3929, 3930 |
| Munkanapokon 1 indítás nem érinti.                             |                                                               |         | |
| 25                                                             | Kisbózsva, autóbusz-forduló                                   | 26.9 km | 3901, 3929 |
| 26                                                             | Bózsvai elágazás                                              | 27.8 km | 3901, 3929, 3930 |
| 27                                                             | Nagybózsva, autóbusz-váróterem                                | 29.0 km | 3901, 3929, 3930 |
| 28                                                             | Nyíri, iskola                                                 | 32.9 km | 3901 |
| 29                                                             | Nyíri, községháza                                             | 33.4 km | 3900, 3901 |
| 30                                                             | Füzérkomlós, iskola                                           | 34.8 km | 3900, 3901 |
| 31                                                             | Füzérkomlós, nyíri elágazás                                   | 35.3 km | 3900, 3901 |
| 32                                                             | Hollóháza, Károlyi utca 6.                                    | 38.0 km | 3900, 3901 |
| 33                                                             | Hollóháza, porcelángyár                                       | 38.7 km | 3900, 3901 |
| 34                                                             | Hollóháza, Szent László utca, aut. ford. vonalközi végállomás | 39.9 km | 3900, 3901 |
| Tanítási napokon 1 indítás érinti.                             |                                                               |         | |
| ∫                                                              | Hollóháza, iskola                                             | ∫       | 3900, 3901 |
| 34                                                             | Hollóháza, Szent László utca, aut. ford. vonalközi végállomás | 39.9 km | 3900, 3901 |
| 35                                                             | Hollóháza, porcelángyár                                       | 41.1 km | 3900, 3901 |
| 36                                                             | Hollóháza, Károlyi utca 6.                                    | 41.8 km | 3900, 3901 |
| 37                                                             | Füzérkomlós, nyíri elágazás                                   | 44.5 km | 3900, 3901 |
| 38                                                             | Füzéri elágazás                                               | 46.0 km | 3900 |
| Munkanapokon 1 indítás nem érinti.                             |                                                               |         | |
| 39                                                             | Füzér, Petőfi utca                                            | 48.3 km | 3900 |
| 40                                                             | Füzér, községháza                                             | 49.0 km | 3900 |
| 41                                                             | Pusztafalu, Fő utca 6.                                        | 55.6 km | 3900 |
| 42                                                             | Pusztafalu, vegyesbolt végállomás                             | 56.3 km | 3900 |